# McMillan Tac-50
Il McMillan Tac-50 è un fucile di precisione a otturatore girevole-scorrevole anti-materiale prodotto a Phoenix in Arizona dalla McMillan Brothers Rifle Company. È un fucile a lungo raggio basato su un precedente modello della medesima casa produttrice degli anni ottanta. La McMillan ha prodotto numerose versioni di fucili calibro .50 per utenze militari, di ordinanza e civili (negli Stati dove è consentito).
Il Tac-50 è un fucile con scopi militari in dotazione ad alcune forze di polizia, e dal 2000 è il modello standard di fucile di precisione a lungo raggio delle forze armate canadesi. La famiglia di Tac-50 ha eccellenti doti di precisione ed accuratezza, garantendo 0.5 MOA (Minutes Of Angle, minuti d'arco) con munizioni standard.

## Impiego internazionale
- : Forze armate canadesi definito C15 Long Range Sniper Weapon (LRSW).[3]
- : Forze speciali della marina francese.[4]
- : Usato dalle forze speciali.[5]
- : Navy Seals definito Mk 15.[6]
- : Utilizzato da Jandarma.[6]
- : Utilizzato da Battaglione San Marco - Marina Militare Italiana.[6]

## Risultati
Il fucile di precisione McMillan Tac-50 fu usato dal caporale canadese Rob Furlong per realizzare il più lontano colpo di fucile messo a segno confermato, quando colpì un Talebano a 2430 metri nel corso della campagna del 2002 in Afghanistan. Il record di Furlong fu battuto nel novembre 2009 dal britannico Craig Harrison, che centrò col suo L115A3 il bersaglio a 2475 m (1,53 miglia) di distanza, superando Furlong di 45 m (49 iarde).
Il record di Craig Harrison è stato a sua volta battuto nel maggio 2017 da un cecchino canadese di cui non è stato rivelato il nome, sempre con un Tac-50; uccisione verificatasi in Iraq da 3.540 metri. Secondo il Times, il proiettile ha impiegato meno di 10 secondi per raggiungere l'obiettivo. Lo stesso esercito canadese ha confermato l'episodio.